# 旧芦屋市営宮塚町住宅
旧芦屋市営宮塚町住宅（きゅうあしやしえいみやづかちょうじゅうたく）は、兵庫県芦屋市宮塚町に所在し、かつて市営住宅として使用された歴史的建築物。現在はさまざまな作り手のアトリエ等として利用されている。また、2020年（令和2年）には国の登録有形文化財に登録されている。通称、旧宮塚町住宅。

## 概要
間取りは、オーソドックスな公営住宅標準設計52FC型を基に設計されているが、なぜ石積みという手法で作られたのかは謎のままである。但し芦屋市の資料には、建設時の昭和20年代当時のセメント不足や不燃材料による建築の要望に対し、石材間の目地に鉄筋を挿入するという新たな石造の手法が提案されて建設されたものではないかと記載されている。
この建物の最大の特徴は、日華石（にっかせき）- 石川県小松市観音下町で採掘される石で観音下石（かながそいし）とも言われている。白山の火山灰の堆積による凝灰岩で、黄色みの気品ある風合いや多孔質で火に強いのが特徴である。国会議事堂や同じ兵庫県下にある武庫川女子大学の甲子園会館（旧甲子園ホテル）などで見ることができる。- による石積外壁である。 
2017年に市営住宅としての用途を修了した。 
平成から令和に変わった2019年、ついに再始動の運びとなった。以前、芦屋市の市営住宅であった8部屋が、カフェやアトリエとしての募集を開始、2019年7月9日には1号室の「Tea Saloon Musica」がオープンを迎えた。他にカバン製造の「AMEERIEGA TORIBITATTA」、革靴製造の「ツムジ靴店」、ガラス工房「火の果ぐらす」が入居し、アトリエとして利用されている。引き続き8月には第二期の募集となり、オーダースーツの「galanterie club」、イス作り教室の「grow-grow」、手作りのうつわ「yoshida pottery」を加え、2019年12月7日にグランドオープンした。2021年春より5号室に畑と英語のアフタースクール「New Earth KIDS」が加わった。また建物北側はASHIYA CITY FARMとしてFARM & GARDENがあり、神戸R不動産企画のCITY FARM MARKETが第二日曜日に開催されている。

#### 文化庁
- 国指定文化財等データベース - 旧芦屋市営宮塚町住宅

#### 文化遺産オンライン
- 旧芦屋市営宮塚町住宅

#### 入居者
- 1号室 Tea Saloon Musica
- 2号室 AMEERIEGA TORIBITATTA
- 3号室 ツムジ靴店
- 4号室 火の果ぐらす
- 5号室 New Earth KIDS
- 6号室 Problem Solving
- 7号室 grow-grow
- 8号室 yoshida pottery